# 197 Arete
Arete (asteroide 197) é um asteroide da cintura principal com um diâmetro de 29,18 quilómetros, a 2,3016273 UA. Possui uma excentricidade de 0,1602645 e um período orbital de 1 657,42 dias (4,54 anos).
Arete tem uma velocidade orbital média de 17,99063549 km/s e uma inclinação de 8,79318º.
Este asteroide foi descoberto em 21 de Maio de 1879 por Johann Palisa.
Este asteroide recebeu este nome em homenagem à deusa Aretê da mitologia grega.